# Flors dins d'un gerro blau
Flors dins d'un gerro blau (Fleurs dans un vase bleu) és un oli sobre tela de 30 × 23 cm pintat per Paul Cézanne vers l'any 1880 i dipositat al Museu de l'Orangerie de París.

## Context històric i artístic
Rewald data aquesta natura morta, com Flors i fruita, cap al 1880. Aquest quadre presenta una història divertida i misteriosa alhora: de fet, va formar, originalment, part d'una pintura que va quedar sense acabar (Cézanne poques vegades deixava les seues pintures sense acabar i preferia destruir-les abans que arribar a aquest punt) i es va retallar en dues parts per un marxant d'art entre els anys 1904 i 1914. Paul Guillaume va comprar al galerista francès Ambroise Vollard el 1931 l'obra Flors i fruita i molts anys després de la seua mort, la seua vídua Domenica (a qui li agradava la pintura de Cézanne) va comprar Flors dins d'un gerro blau sense saber que era l'altra meitat de Flors i fruita. Fou el conservador Michel Hoog qui, finalment, va aconseguir reconstruir tota la història d'aquesta peça d'art el 1992.

## Descripció
En aquesta obra inacabada i de colors molt delicats, la senzillesa en la composició no és aliena a la preocupació de donar protagonisme al pla superficial de la pintura, en aquest cas estampant el gerro i les flors contra un fons indefinit, gairebé abstracte. Les flors de color rosa pàl·lid, de naturalesa difícil d'identificar, eren potser flors de paper, com solia fer-ne servir de vegades Cézanne, que era lent treballant.
Les dues meitats de la pintura són ara unides i restaurades, mentre que el repintat dut a terme quan la pintura va ésser dividida ha estat eliminat. Ara és possible veure la preparació de color crema de la tela original.